# Liocranium pleurostigma
Liocranium pleurostigma és una espècie de peix pertanyent a la família dels tetrarògids i a l'ordre dels escorpeniformes.

## Etimologia
Liocranium deriva dels mots del grec antic λεῖος (leios, suau) i κρανίον (kranion, crani), mentre que pleurostigma prové també del grec clàssic: πλευρά (pleura; costella, costat) i στίγμα (stigma, estigma).

## Descripció
Fa 14 cm de llargària màxima. 13 espines i 8 radis tous a l'única aleta dorsal. 2 espines i 6 radis tous a l'anal. 14-17 branquiespines. Extrem posterior d'una de les espines pelvianes sovint arribant fins a l'anus. Mandíbula superior relativament curta. Línia lateral contínua. Aletes pectorals amb 13-15 radis tous. 1 espina i 4-4 radis tous a les pelvianes.

## Hàbitat i distribució geogràfica
És un peix marí, bentopelàgic (entre 12 i 65 m de fondària) i de clima tropical (21°N-11°S), el qual viu a la conca Indo-Pacífica: els fons plans i oberts, i, també, els esculls de corall litorals de les illes Filipines, Indonèsia i el nord d'Austràlia (Austràlia Occidental, el Territori del Nord i Queensland).

## Observacions
És inofensiu per als humans i el seu índex de vulnerabilitat és moderat (35 de 100).